# Ute Hasse
Ute Hasse (n. 16 septembrie 1963, Düren, Renania de Nord-Westfalia, RFG) este o înotătoare germană, medaliată olimpică. A participat la o ediție a Jocurilor Olimpice (1984) în care a câștigat o medalie de argint.

## Participări
Lista de mai jos prezintă principalele competiții la care a participat Ute Hasse de-a lungul carierei.
- swimming at the 1984 Summer Olympics – women's 4 × 100 metre medley relay[*]